# Rosa Handtaschl
Das Rosa Handtaschl ist ein österreichischer Schmähpreis, mit dem offenkundig sexistische Äußerungen von Personen des öffentlichen Lebens ausgezeichnet werden. Der dem deutschen Medienpreis Saure Gurke ähnliche Preis wird seit 2004 vom österreichischen Frauennetzwerk Medien vergeben. Dieses vergibt neben dem Rosa Handtaschl seit 2011 auch den Wiener Journalistinnen-Preis, seine Gründerinnen wurden im Februar 2017 mit dem Ehrenzeichen für Verdienste um die Republik Österreich ausgezeichnet.

## Preisträger
Mit der Auszeichnung weist das Frauennetzwerk Medien auf Äußerungen hin, die von offensichtlichem Sexismus geprägt sind. Bewertet werden unterschwellige Angriffe, herabwürdigende Aussagen, klischeehafte Darstellungen oder Ignoranz gegenüber Frauen oder ihren Leistungen. 
Erste Negativpreisträger waren 2004 der Liedermacher und Sänger Wolfgang Ambros und der Politiker Kurt Bergmann.
Weitere Ausgezeichnete:
- 2005: Gunnar Prokop, Handballtrainer[4]
- 2006: Werner Mück, ORF-Chefredakteur[5]
- 2007: das mediale Phänomen „Zickenkrieg“[6]
- 2008: Reinhold Mitterlehner, Wirtschaftsminister[7]
- 2009: Dietmar Mascher, Wirtschafts-Ressortleiter der Oberösterreichischen Nachrichten sowie  Christian Ortner, Journalist[8]
- 2011: Richard Schmitt, Krone-Redakteur[9]
- 2012: Christian Rainer, profil-Herausgeber[10]
- 2013: Andreas Schwarz, Kurier-Redakteur[11]
- 2017: Felix Baumgartner, Extremsportler[12]
- 2018: Mario Kunasek, Verteidigungsminister[13][14]
- 2020: Josef Geisler, stellvertretender Landeshauptmann Tirols[15]